# Etapa de Fortaleza de 2009 (Fórmula Truck)
A Etapa de Fortaleza foi a segunda corrida da temporada de 2009 da Fórmula Truck. O vencedor foi Geraldo Piquet.

## Classificação

### Treino oficial
Pole position:Geraldo Piquet- 55.714

### Corrida
| Pos  | Nº | Piloto            | Equipe               | Voltas | Tempo/Aband. | Grid | Pontos¹ |
| ---- | -- | ----------------- | -------------------- | ------ | ------------ | ---- | ------- |
| 1    | 03 | Geraldo Piquet    | ABF-Mercedes         | 50     | 1:00:45.857  | 1    | 6 + 25  |
| 2    | 01 | Wellington Cirino | ABF-Mercedes         | 50     | +0.932       |      | 4 + 20  |
| 3    | 02 | Valmir Benavides  | RM-Volkswagen        | 50     | +3.774       |      |         |
| 4    | 04 | Felipe Giaffone   | RM-Volkswagen        | 50     | +3.860       |      |         |
| 5    | 28 | Fabiano Brito     | ABF-Volvo            | 50     | +34.805      |      |         |
| 6    | 10 | Vignaldo Fizio    | ABF-Mercedes         | 50     | +41.626      |      |         |
| 7    | 50 | Fred Marinelli    | Marinelli-Iveco      | 50     | +1:01.085    |      |         |
| 8    | 14 | João Maistro      | Clay-Volvo           | 49     | +1 volta     |      |         |
| 9    | 21 | José Cangueiro    | Mercalf-Mercedes     | 49     | +1 volta     |      |         |
| 10   | 20 | Pedro Muffato     | MP-Scania            | 49     | +1 volta     |      |         |
| 11   | 09 | Renato Martins    | RM-Volkswagen        | 46     | +4 voltas    |      |         |
| Ret  | 72 | Djalma Fogaça     | Df-Ford              | 38     | Rodada       |      |         |
| Ret  | 55 | Adilson Cajuru    | Scuderia Iveco-Iveco | 36     | motor        |      |         |
| Ret  | 33 | Urubatan Helou Jr | DF-Ford              | 22     | rodada       |      |         |
| Ret  | 08 | Egon Allgaeuer    | Allgaeuer-MAN        | 20     | motor        |      |         |
| Ret  | 88 | Beto Monteiro     | Scuderia Iveco-Iveco | 18     | motor        |      |         |
| Ret  | 56 | Danilo Dirani     | ABF-Volvo            | 17     | rodada       |      |         |
| Ret  | 11 | Diumar Bueno      | DB-Volvo             | 17     | rodada       |      |         |
| Ret  | 73 | Leandro Totti     | ABF Racing-Ford      | 13     | motor        |      |         |
| Ret  | 07 | Debora Rodrigues  | RM-Volkswagen        | 1      | motor        |      |         |
| Ret  | 77 | Regis Boessio     | Boessio-Volvo        |        | turbina      |      |         |
| DSQ² | 12 | José Maria Reis   | Original Reis-Scania |        |              |      |         |
| DSQ² | 51 | Leandro Reis      | Original Reis-Scania |        |              |      |         |
| DSQ² | 15 | Roberval Andrade  | RVR-Scania           |        |              |      |         |

- Nota 1:  De acordo com o regulamento da temporada, são distribuidos pontos para os cinco primeiros que cruzarem a linha de chegada na 12º volta e para os 14 que cruzarem na ultima volta.
- Nota 2:  Os pilotos Roberval Andrade, Zé Maria e Leandro Reis foram desclassificados da prova.[2]
- Volta mais rápida: Felipe Giaffone-55.965